# Legoland Deutschland
Legoland Deutschland es un parque de diversiones Legoland situado en Günzburg, Alemania.Tiene un tamaño de 43,5 hectáreas, y es una de las principales atracciones turísticas de Baviera. La zona Miniland contiene varias reproducciones de LEGO de ciudades y zonas rurales de Alemania. Es propiedad de Merlin Entertainments (70%) y el grupo LEGO (30%).

## Zonas del parque
- Entrance Area: es la zona donde están la mayoría de las tiendas de productos de LEGO, como camisetas, sets, gorras...
- Miniland: es una zona en la cual están unos sets de LEGO imitando a ciudades alemanas y monumentos, como el estadio del Bayern Munich, el aeropuerto de Múnich... Hay una zona Star Wars con escenas de las seis películas y algunas estatuas de personajes como Yoda, Darth Vader o un soldado clon.
- LEGO X-Treme
- Knights' Kingdom.
- Imagination: es probablemente la zona con más atracciones, como el mirador del parque, la galería de las estrellas de fútbol o el Tret o Mobil.
- LEGO City: es una zona ambientada en una ciudad con un circuito de coches Hyundai para aprender a conducir un coche hecho con parecido a un modelo LEGO en escala niño. También está la HERO FACTORY junto a un modelo de caza X de Star Wars hecho a piezas LEGO tamaño real.
- Land der Piraten
- Little Asia: es una zona con ambiente asiático en el cual sólo están el Flying Dragon de Ninjago, una atracción de vuelo en una silla con placas que imitan a unas alas de dragón, y Asia Chicken House.
- Reich der Pharaonen: es una zona ambientada en Egipto. Incluye una atracción llamada Temple X-Pedition, que consiste en disparar a objetivos en un carro. Además, está el restaurante Fata Morgana, que vende comida árabe como el pan de pita.